# Spartak Saint-Pétersbourg (basket-ball)
Le Spartak Saint-Pétersbourg est un club russe de basket-ball issu de la ville de Saint-Pétersbourg. Le club joue en VTB United League, la plus haute division du championnat russe.

## Historique
Le Spartak a écrit ses plus belles histoires dans les années 1970, du temps où il portait le nom de Spartak Leningrad.

## Palmarès
International
- Vainqueur de la Coupe des coupes : 1973, 1975
- Finaliste de la Coupe des coupes : 1971

National
- Champion d'URSS : 1975, 1992

## Entraîneurs successifs
- Depuis ? : Oleg Okulov

## Joueurs célèbres ou marquants
- Aleksandr Belov
- Vassili Karassev
- Andreï Kirilenko
- Jānis Strēlnieks
- Stéphane Lasme
- Smush Parker
- Dijon Thompson
- Kasib Powell
- Keith Jennings
- Patrick Beverley
- Pero Antić
- Loukás Mavrokefalídis
- Joseph Blair
- James White (basket-ball)
- Zack Wright
- Boniface N’Dong
- Sergueï Panov
- Aleksandr Sizonenko
- Jurij Zdovc
- Miha Zupan
- Damir Markota
- Milovan Raković